# أحمد وليد شويح
أحمد وليد شويح (10 فبراير 1982 بالجزائر في الجزائر - ) هو لاعب كرة قدم جزائري في مركز حراسة المرمى. لعب مع اتحاد الجزائر واتحاد الحراش وشبيبة بجاية ومولودية سعيدة ومولودية قسنطينة.

## وصلات خارجية
- أحمد وليد شويح على موقع قاعدة بيانات كرة القدم.إي يو (الإنجليزية)